# .gq
Pour les articles homonymes, voir GQ.
Modèle:Infbox

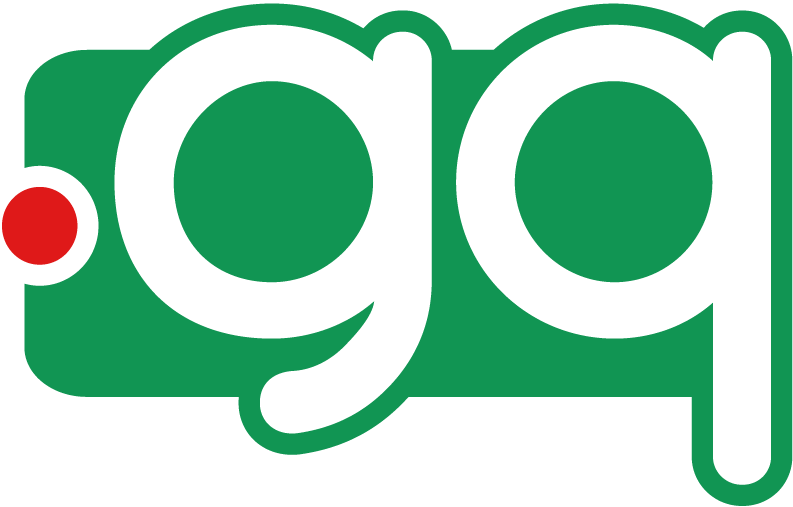
Logo du domaine de premier niveau .gq

.gq est le domaine de premier niveau national (country code top level domain : ccTLD) réservé à la Guinée équatoriale.